# Божа країна
«Божа країна» (англ. God's Country) — американський трилер 2022 року режисера Джуліана Гіґґінса з британською акторкою Тенді Ньютон у головній ролі. Сценарій написаний Гіґґінсом і Шеєм Огбонною за мотивами оповідання Джеймса Лі Берка «Зимове світло». Прем'єра фільму відбулася на 38-му кінофестивалі «Санденс» 23 січня 2022 року, а кінотеатральна прем'єра в США — 16 вересня 2022 року.
Після урагану Катріна колишня поліціантка Сандра переїжджає разом із матір'ю з Нового Орлеану до віддаленого регіону холодної Монтани, де вона стає викладачкою коледжу. Після смерті матері Сандра залишається на самоті. Одного разу вона виявляє незаконне проникнення двох мисливців на свою територію…

## Акторський склад
| Актор           | Роль                      |
| --------------- | ------------------------- |
| Тенді Ньютон    | Сандра                    |
| Джеремі Бобб    | «Вовк»                    |
| Йоріс Ярскі     | Натан                     |
| Джефферсон Вайт | Семюел                    |
| Кай Леннокс     | Артур                     |
| Таная Бітті     | Гретхен                   |
| Ден Грейвідж    | директор похоронного бюро |

## Випуск
Прем'єра фільму відбулася в секції «Прем'єри» на 38-му кінофестивалі «Санденс» 23 січня 2022 року в Eccles Center у Парк-Сіті, штат Юта. 16 вересня 2022 року він був випущений у кінотеатрах США компанією IFC Films і 4 жовтня 2022 року компанією IFC Video у форматі VOD.

## Сприйняття
На вебсайті агрегатора рецензій Rotten Tomatoes 88 % із 82 рецензій критиків є позитивними із середньою оцінкою 7,4/10. Metacritic, який використовує середньозважену оцінку, поставив фільму оцінку 77 зі 100 на основі 15 критиків, вказуючи на «загалом схвальні» рецензії.
У США фільм зібрав касу в 493 679 доларів.